# Săsciori, Brașov
Săsciori este un sat în comuna Recea din județul Brașov, Transilvania, România. Satul are două biserici; cea mai veche este biserica cu hramul Sfântul Nicolae construită în secolul al XVII-lea, iar cea nouă are hramul Adormirea Maicii Domnului.

## Galerie de imagini

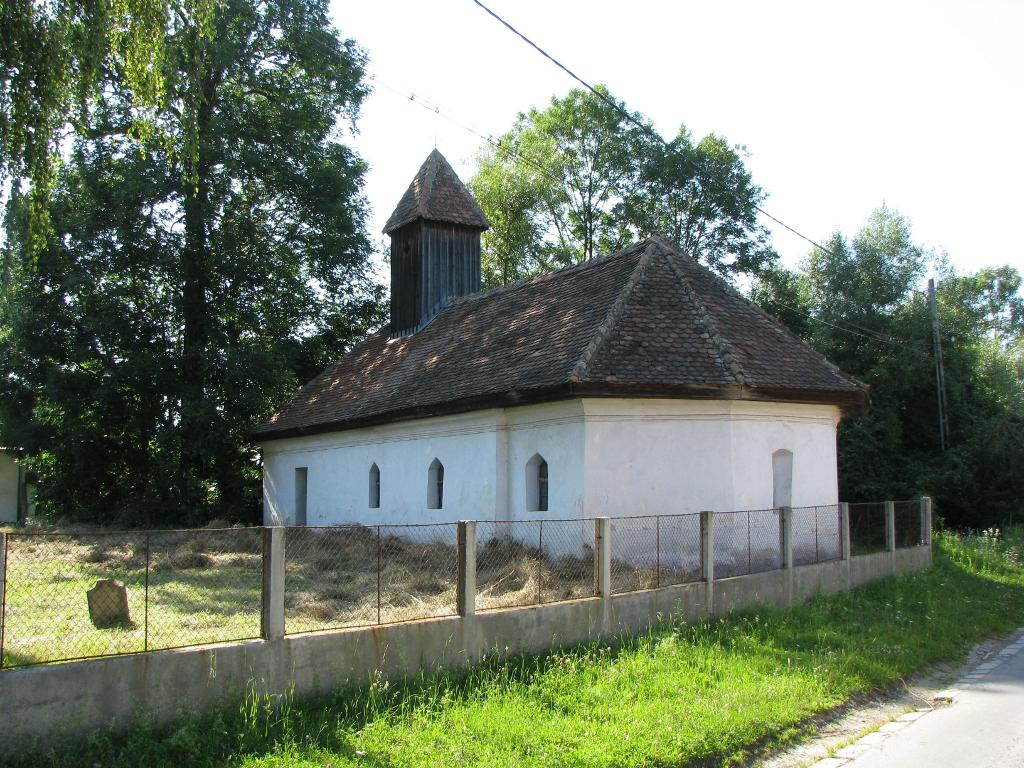
Biserica Sf. Nicolae (sec XVII)
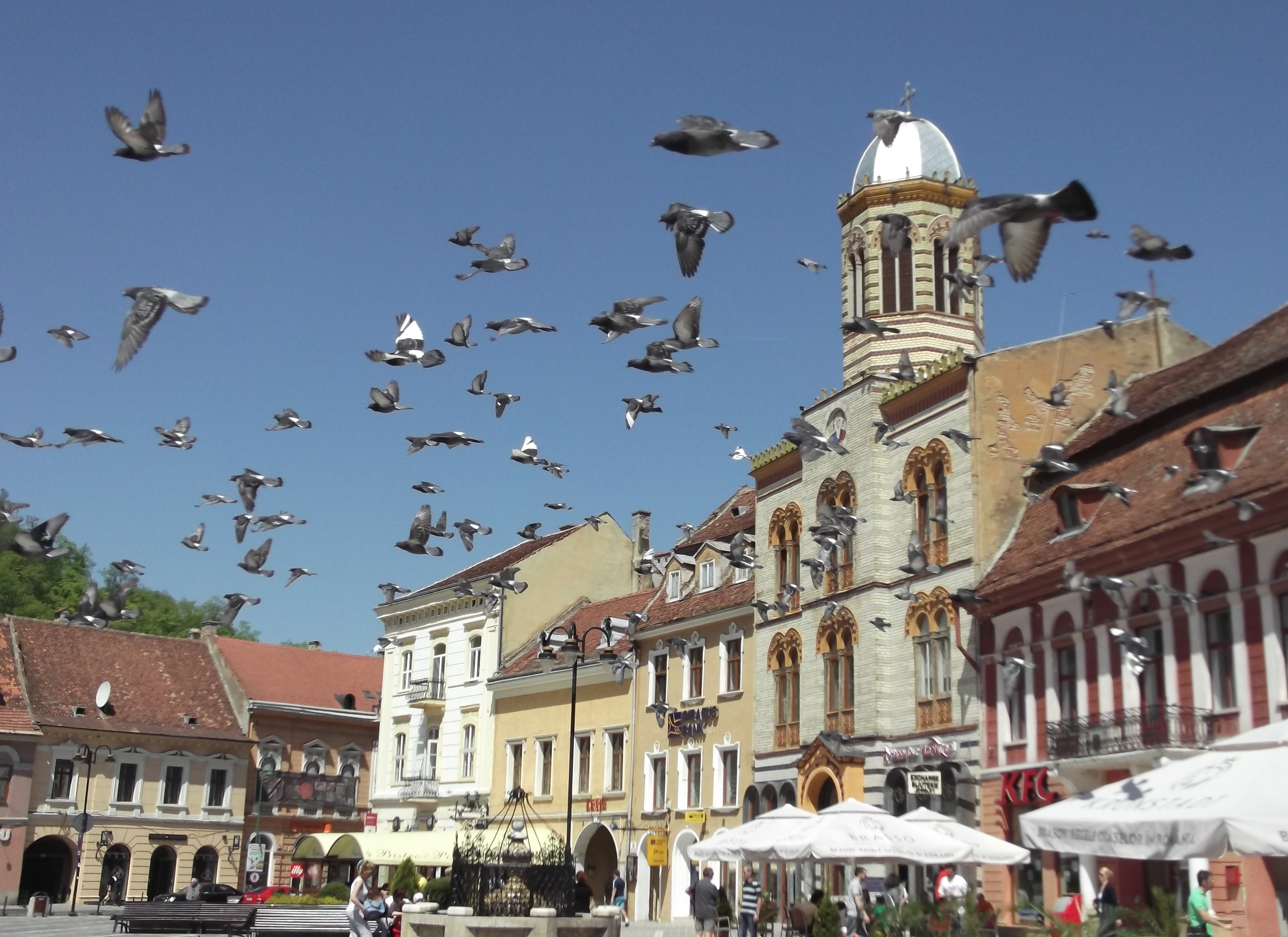
Biserica Adormirea Maicii Domnului
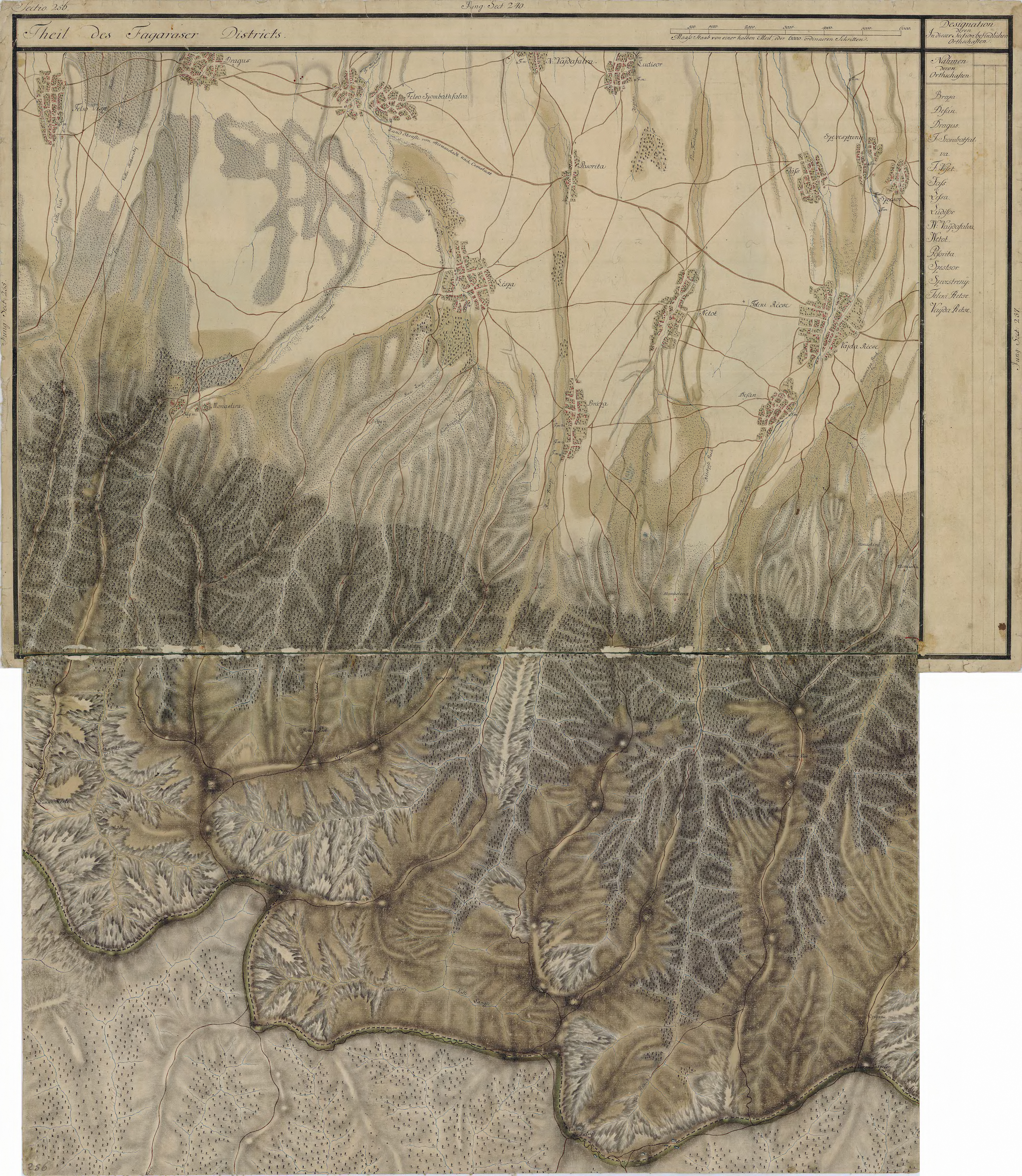
Săsciori pe Harta Iosefină a Transilvaniei, 1769-1773